# Palazzo Pucci (Florença)

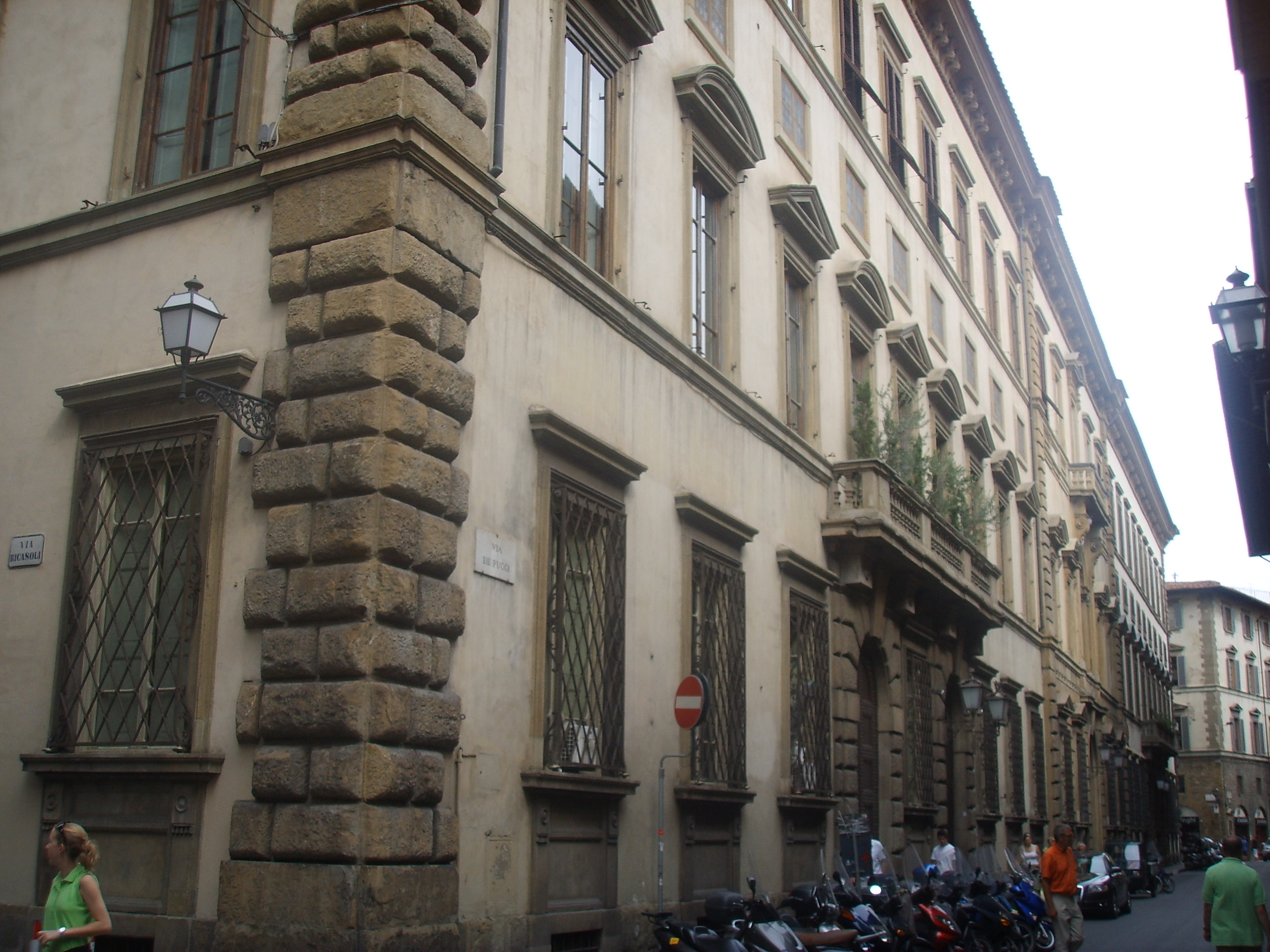
O grande corpo do Palazzo Pucci.

O Palazzo Pucci é um palácio histórico de Florença que dá nome à Via dei Pucci, na qual se ergue.

## História

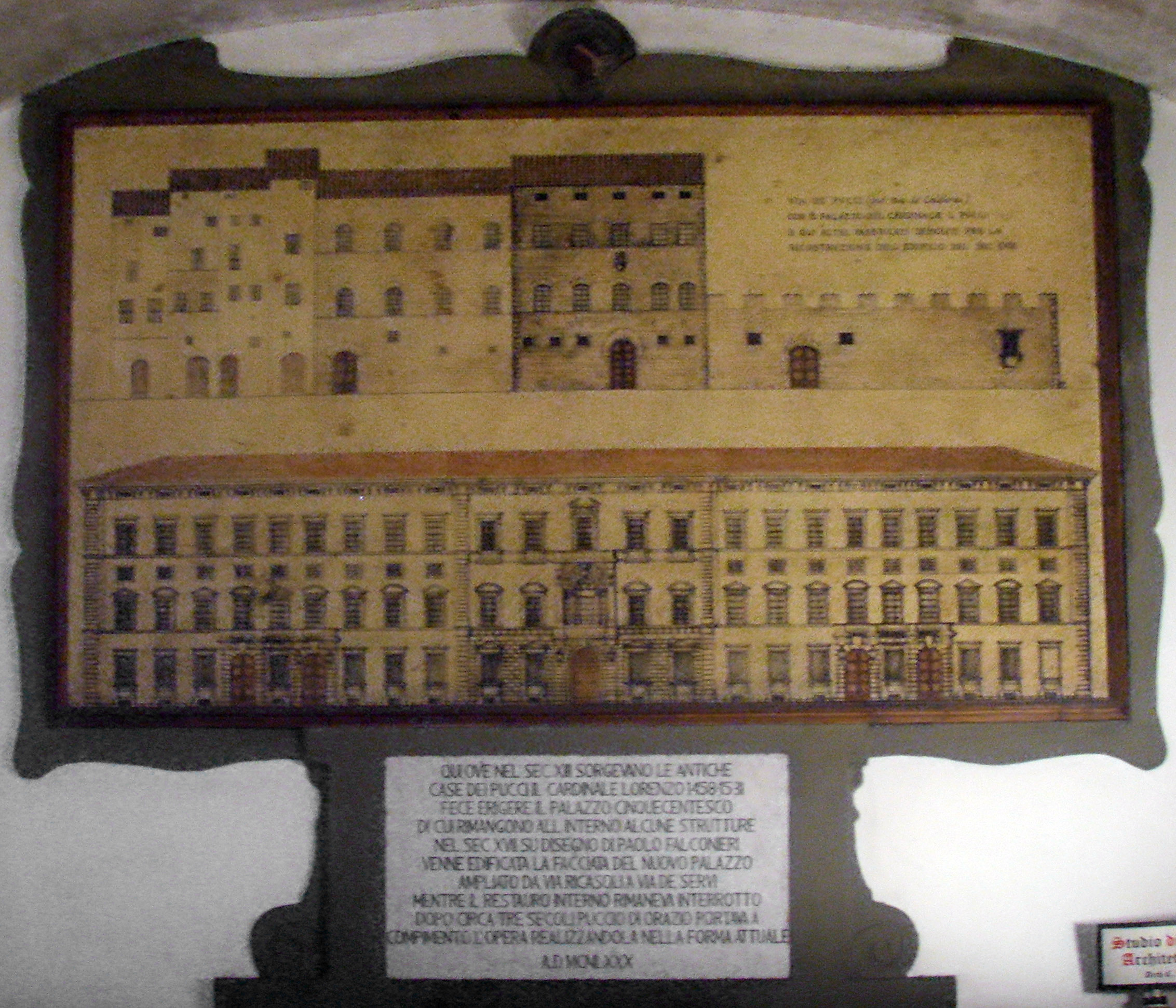
Perspectiva antiga e moderna do Palazzo Pucci.

No século XVI foi construído o actual palácio sobre antigas casas da família Pucci, atribuído ao arquitecto Bartolomeo Ammannati, sob encomenda, talvez, do Cardeal Lorenzo Pucci, ainda que a sua conclusão, pelo menos da parte central, apareça documentada apenas na segunda metade desse século, muitos anos depois da morte do Cardeal Lorenzo.
Do primitivo palácio quinhentista restam alguns traços no interior da parte central, como o balcão com duas colunas sobre a Via Pucci. As razões da atribuição a Ammannati residem em algumas semelhanças com os vizinhos Palazzo Giugni e Palazzo Grifoni, com o uso da pietraforte no andar térreo, a serliana ricamente decorada no primeiro andar, as máscaras grotescas nos batentes laterais e a janela com tímpano cortado no segundo andar.
Posteriormente, ainda no século XVI, a propriedade foi ampliada e, em 1688, Orazio Roberto Pucci, primeiro Marquês de Barsento, um membro da família, mandou reunir num único corpo as construções isoladas do meio, segundo desenho de Paolo Falconieri, o qual harmonizou as partes novas com a parte central mais antiga. Actualmente apresenta-se, então, extremamente grande, com três acessos principais alinhados na Via dei Pucci, os quais dão para outros tantos pátios.
O pátio central foi restaurado, por iniciativa de Puccio Pucci, somente em 1980, como recorda uma placa com um desenho do palácio, confrontada com as antigas casas medievais dos Pucci. Actualmente hospeda uma galeria comercial.

## Primeiro pátio

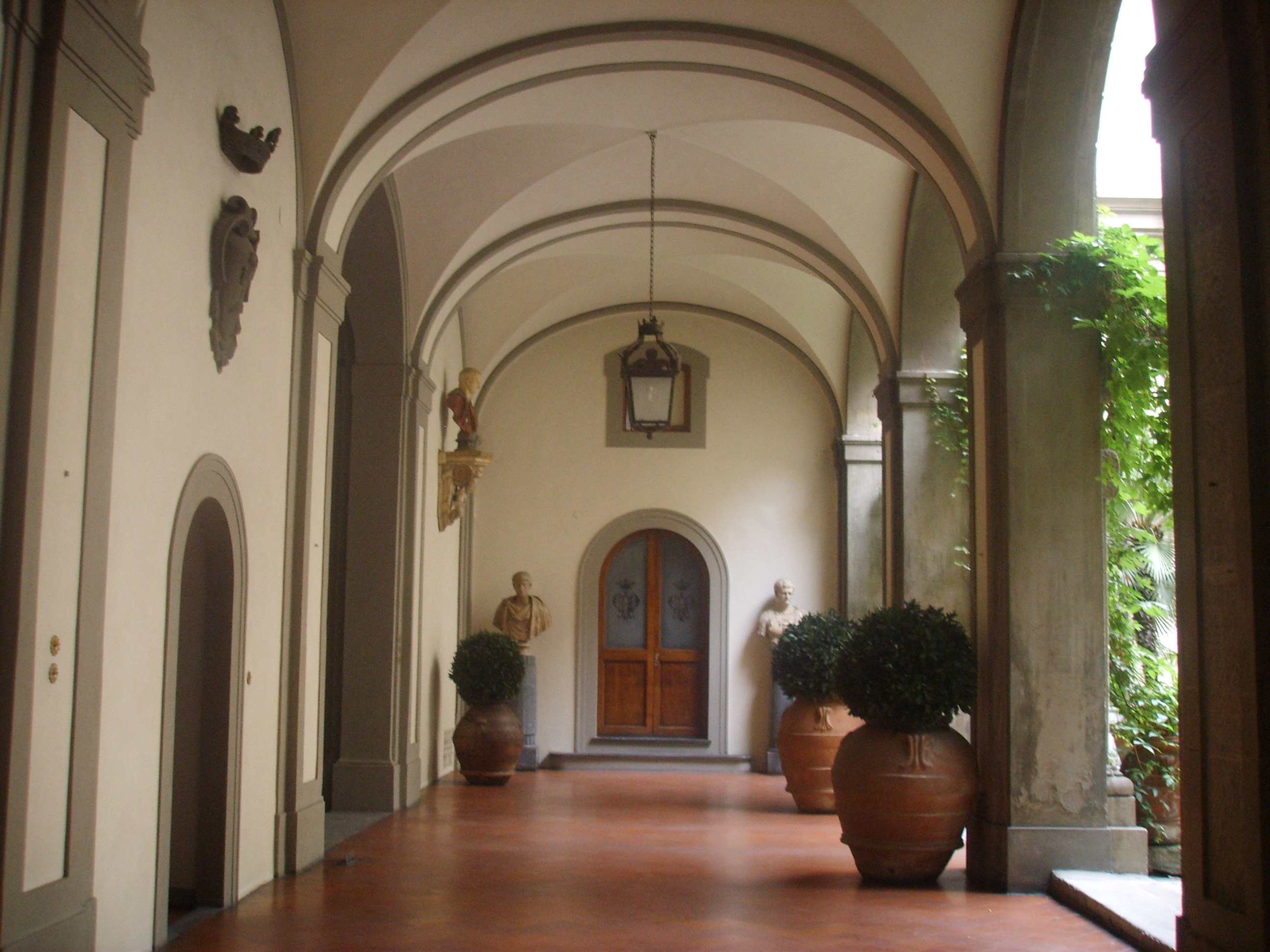
O Primeiro pátio.

O primeiro pátio corresponde à zona ainda habitada pelos Marqueses Pucci, centro, também, da maison Emilio Pucci. O pátio, finamente restaurado, hospeda uma antiga carruagem oitocentista, que se pode entrever do gradeamento. Importantes, mas não visitáveis, são as colecções de móveis e obras de arte antigos da família, que compreendem, também, um quadro de Botticelli, executado pelo próprio mestre para as bodas de Giannozzo Pucci, em 1483: faz parte de uma série de quatro cenas da Storie di Nastagio degli Onesti (do Decamerão), três das quais se encontram no Museu do Prado e a restante, talvez mantida pelos antigos proprietários como a mais bela, ainda aqui.

## Segundo pátio

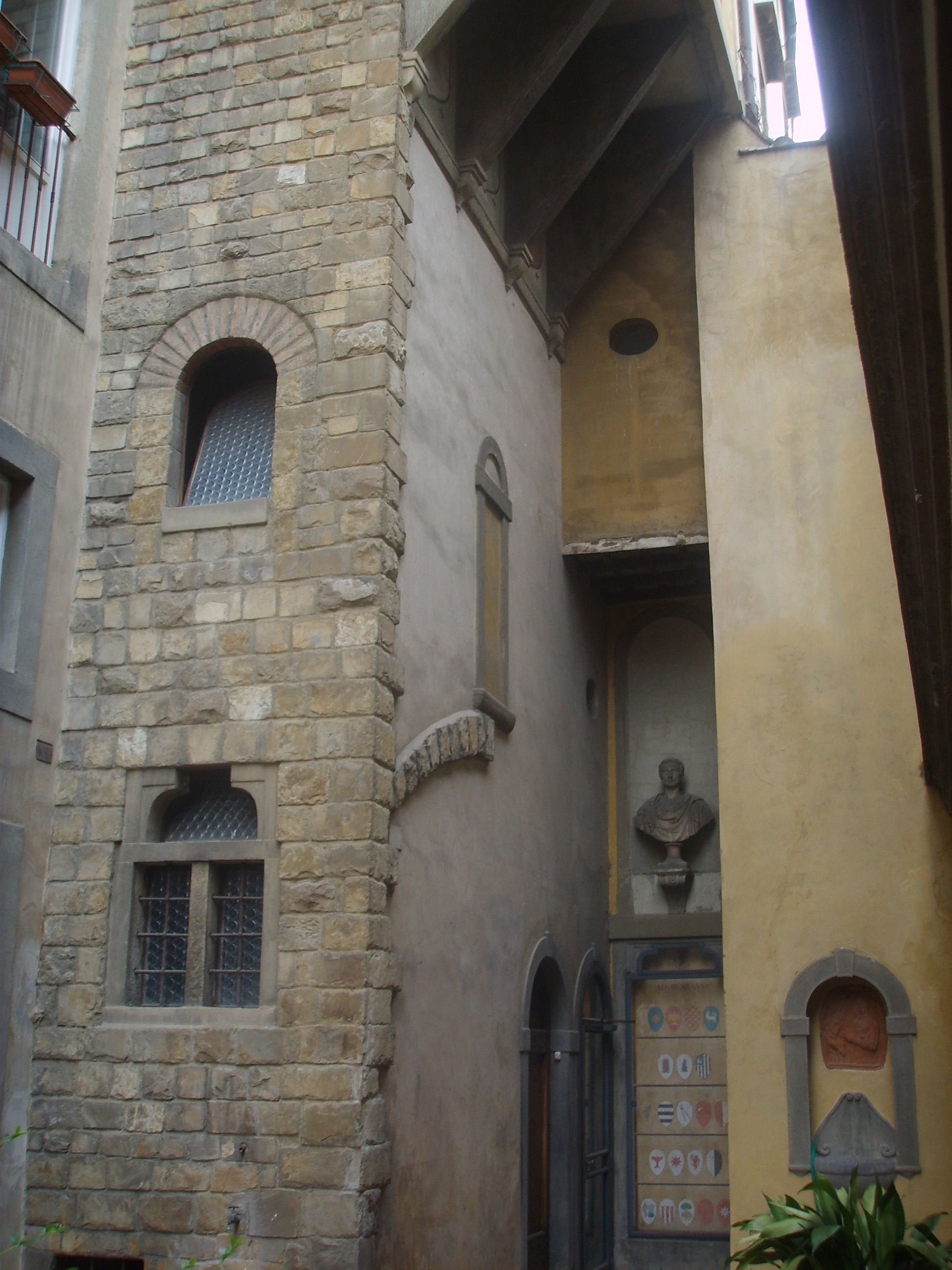
Um canto no final do segundo pátio.

A parte central é a mais antiga do palácio, a qual se desenvolve em torno daquilo que se pode chamar de "segundo pátio". Aqui, a marca de Bartolomeo Ammannati é mais evidente: a pietraforte no andar térreo, o grande janelão central plano com varanda, as máscaras grotescas e o tímpano quebrado no segundo andar são caprichosas invenções do período manierista. Notam-se, por outro lado, o símbolo do capelo cardinalício e o brasão dos Pucci, com a cabeça do mouro.
Do portão principal, atravessando a bela cerca de madeira, acede-se a um vasto átrio que dá acesso ao pátio restaurado pelo  Marquês Puccio Pucci (o primeiro pátio), o qual é, actualmente, visitável, e hospeda algumas lojas. As severas colunas toscanas devem remontar ao século XVI. As janelas voltadas para o pátio sobrepujando-se à medida que sobem, formando um curioso efeito prospectivo de impulso em altura.

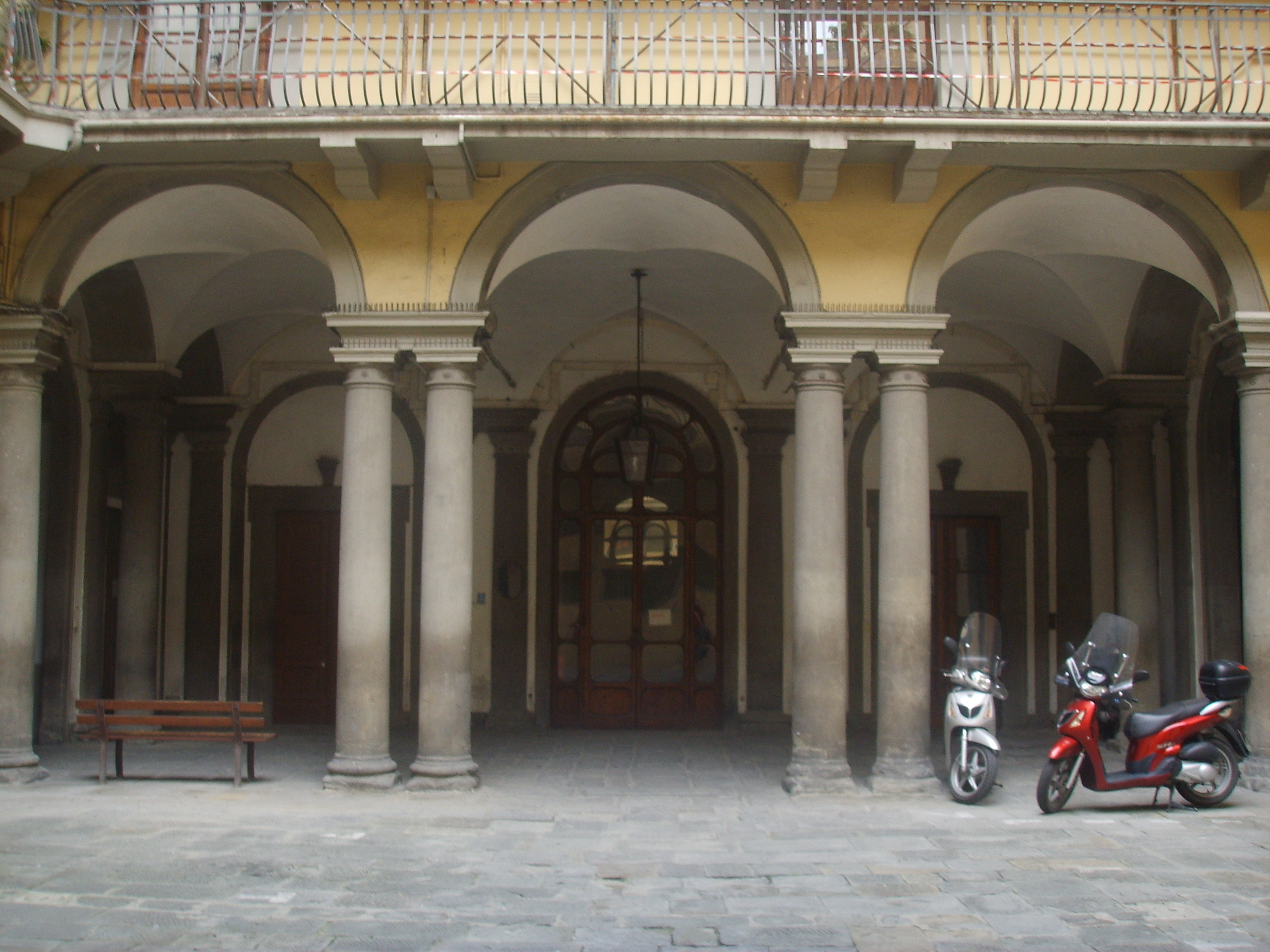
O terceiro pátio.

Aqui pode, ainda, admirar-se um antigo brasão monumental dos Pucci em madeira pintada (século XVII-século XVIII) e uma inscrição que mostra o palácio antes e depois da ampliação de Buontalenti.

## Terceiro pátio
Finalmente, o terceiro pátio, o mais próximo da Via dei Servi', é o centro duma ala inteiramente ocupada por instituições religiosas de matriz Católica. Esta disposição é a herança duma doação feita pelo arcebispo e cardeal Alfonso Maria Mistrangelo, em 1924, quando este destinou uma parte do palácio às associações católicas depois duma doação do Papa Bento XV, recordada por uma lápide e pelo símbolo pontifício colocado no ângulo externo desta ala do palácio.
| A Conspiração dos Pucci |
| --- |
| A família Pucci foi uma antiga aliada dos Medici, pelos quais ocuparam em estreita aliança numerosos cargos públicos, sobretudo no século XV. No entanto, em 1560, Pandolfo Pucci foi descoberto e acusado de conspiração contra o Grão-Duque Cosme I. Estava, de facto, previsto que os assassinos o atingissem com um arcabuz durante a passagem do cortejo grão-ducal frente ao Palazzo Pucci, quando este fizesse a curva para se encaminhar para a Piazza della Santissima Annunziata, onde o Grão-Duque se deslocava habitualmente para as celebrações religiosas na Basilica della Santissima Annunziata. A punição para os conspiradores foi rigorosa; de facto, Pandolfo e os seus cúmplices, entre os quais se encontravam outros aristocratas membros da família Ridolfi, foram pendurados numa janela do Bargello, e mesmo ao palácio foi reservada uma "punição", ditada, talvez, pela prudência e superstição (pelo menos para poupar um arrepio a Cosme quando passasse em procissão frente ao palácio), mas também entendida como um sinal visível da derrota dos conspiradores: foi, de facto, decretado o encerramento da janela incriminada. A janela murada ainda é visível na esquina com a Via dei Servi, como atesta a fotografia ao lado. |

## Galeria de imagens do Palazzo Pucci

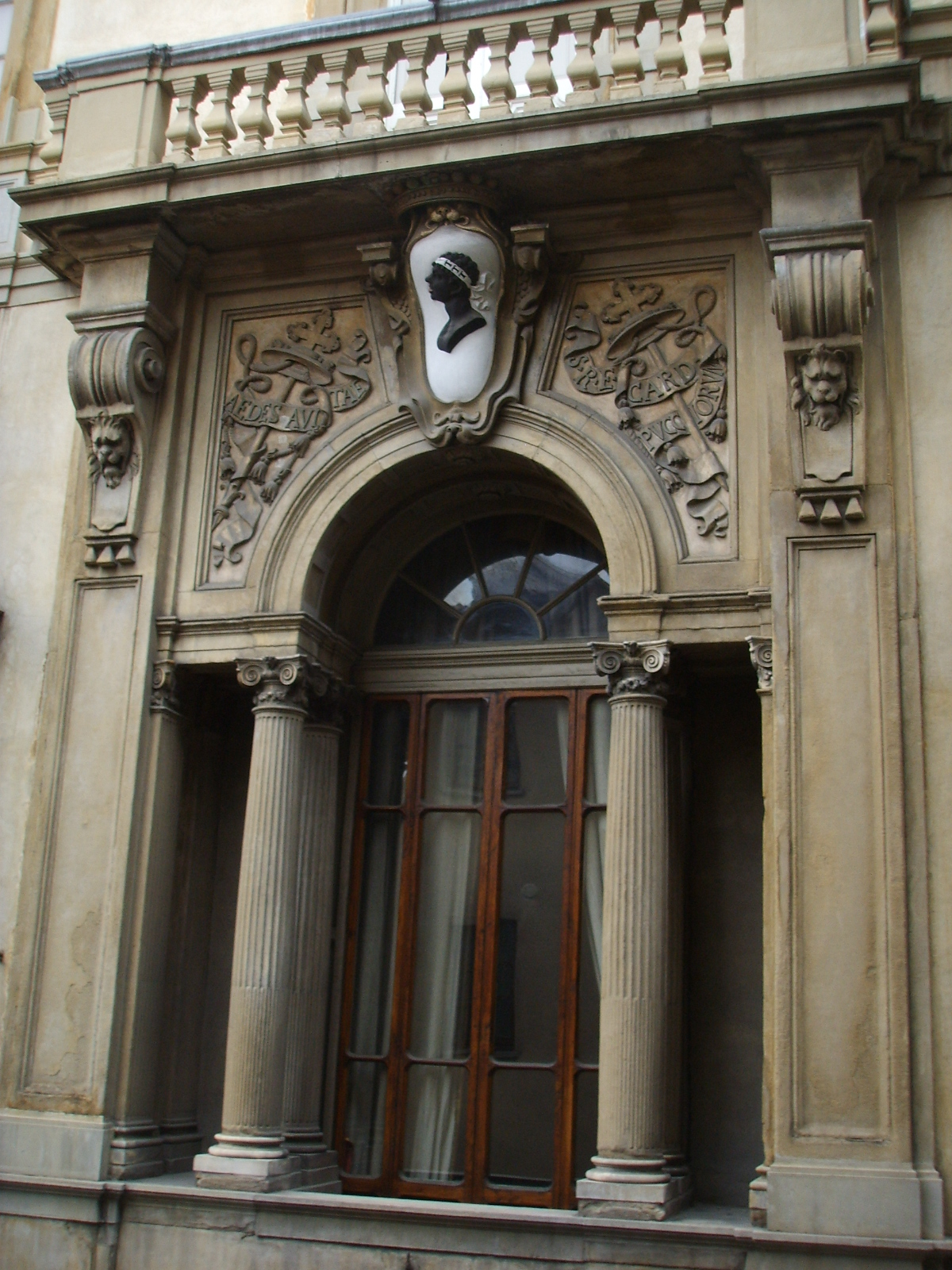
O balcão com a serliana do Palazzo Pucci
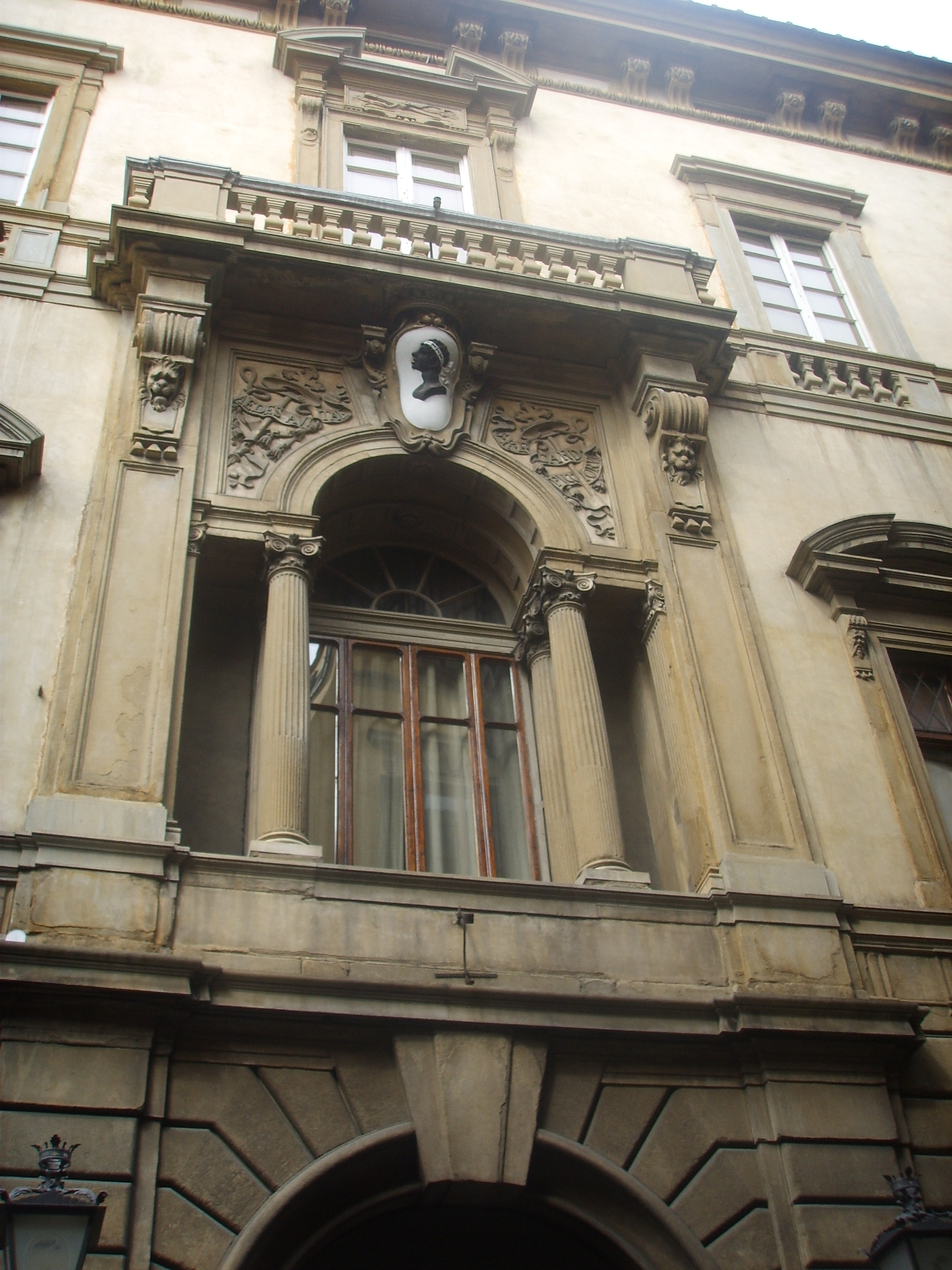
Perspectiva da parte central do Palazzo Pucci
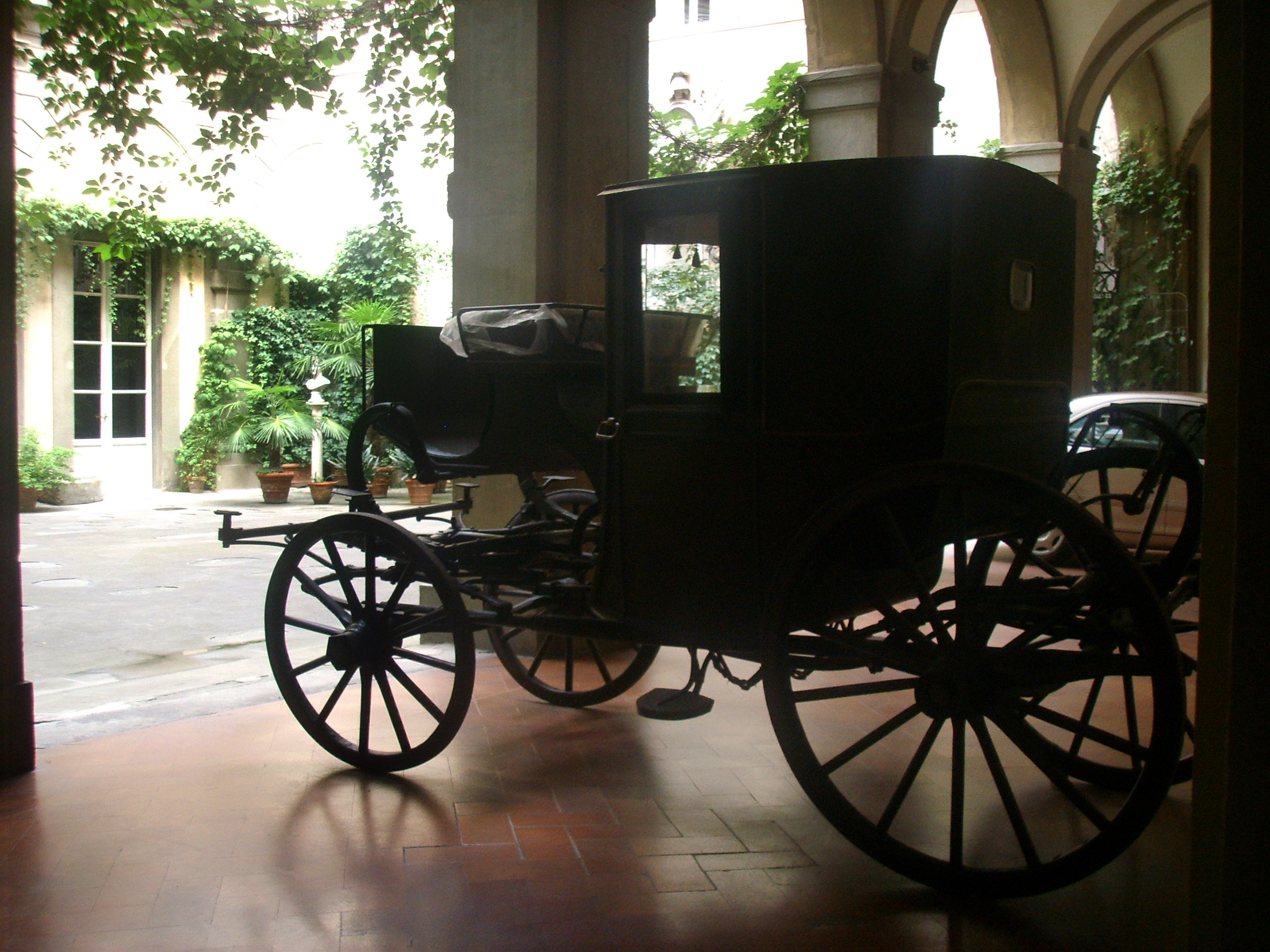
Carruagem no primeiro pátio
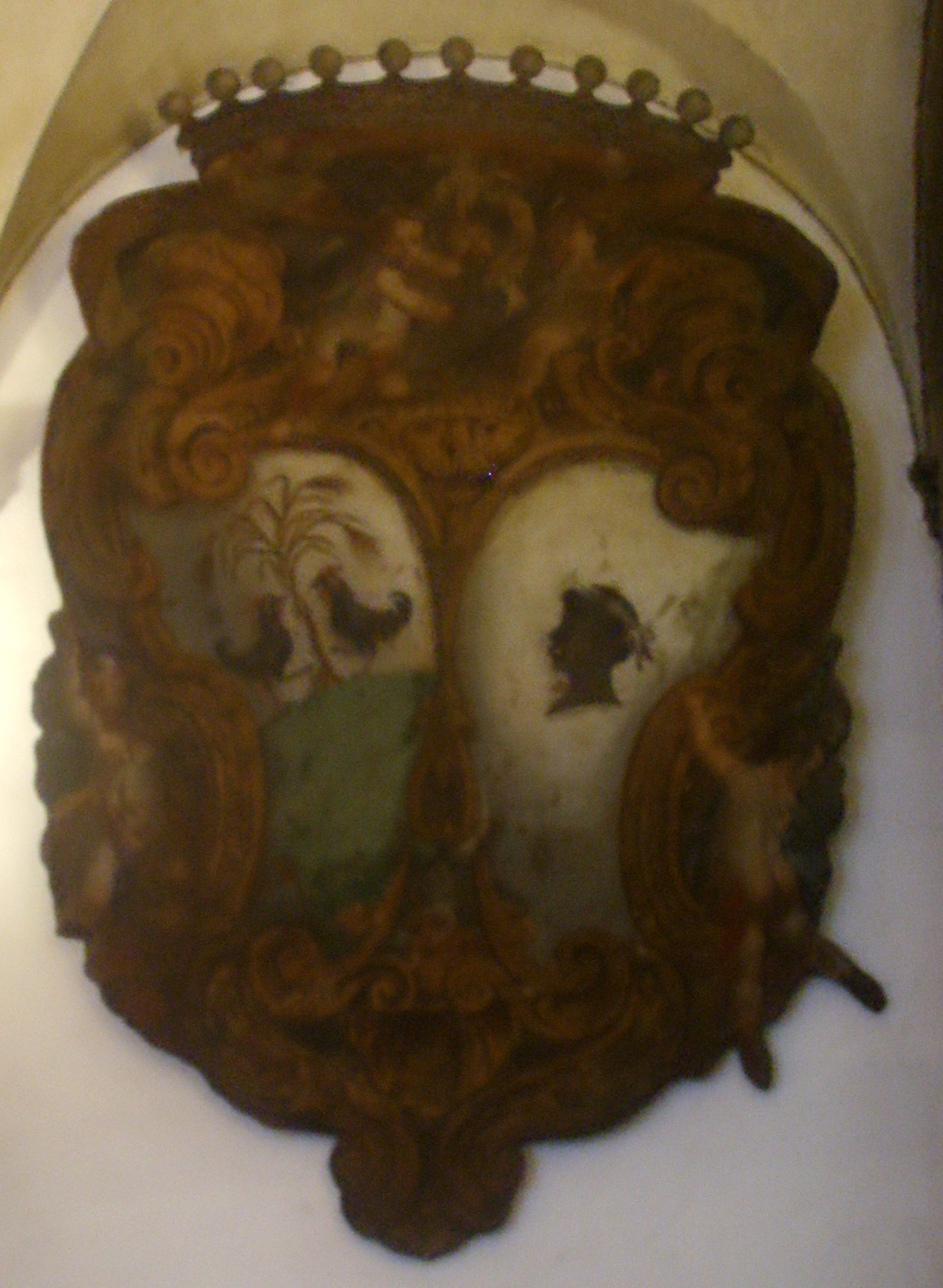
O brasão pintado
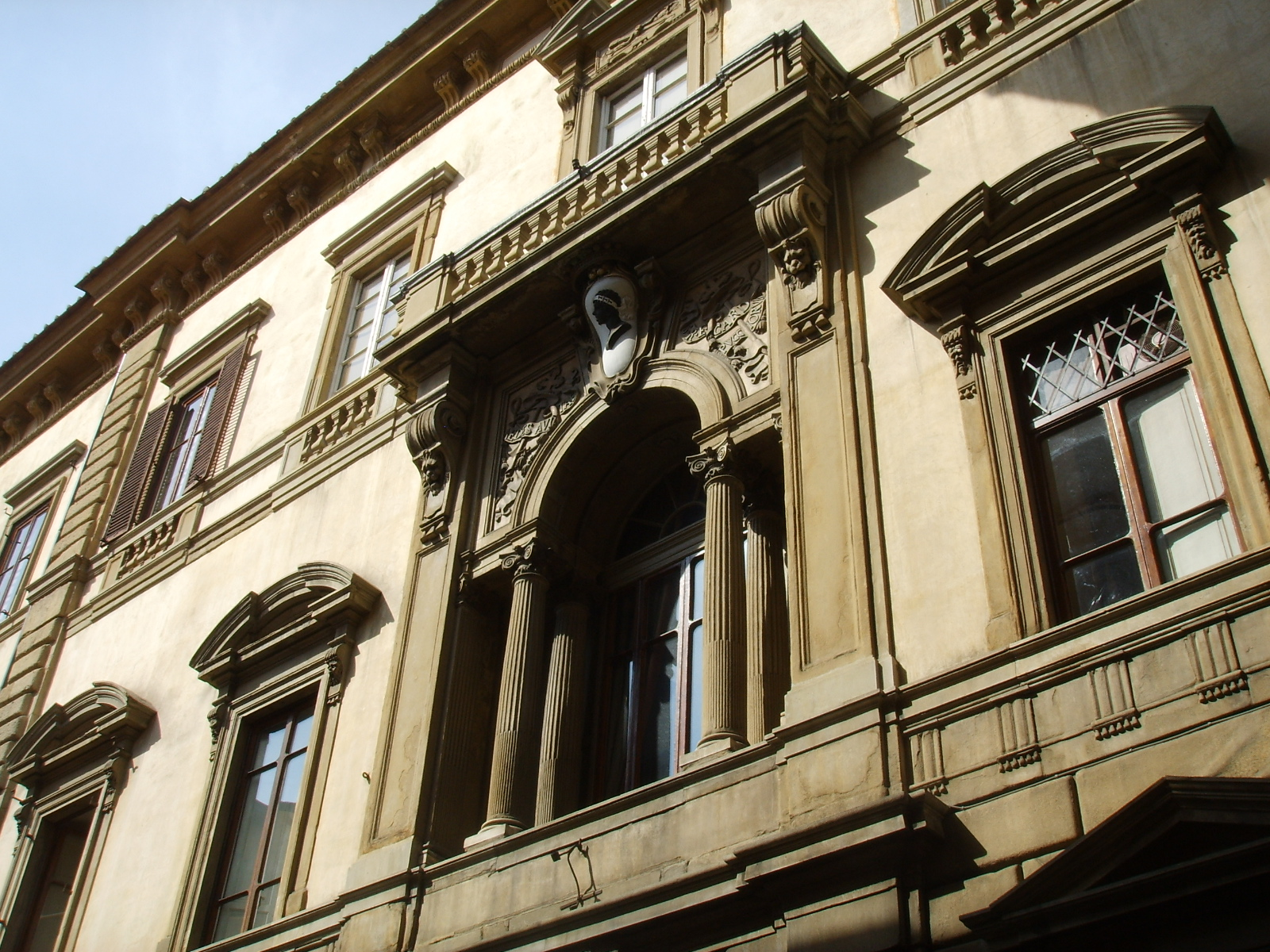
Perspectiva da parte central do Palazzo Pucci